# Niceville
Niceville (originaltitel: The Help) är en roman från 2009 av den amerikanska författaren Kathryn Stockett. En artikel i USA Today kallade den för en av "sommarens sleeper hits"  2009.

## Handling
Berättelsen utspelar sig i det tidiga 1960-talets Jackson i Mississippi och handlar om tre olika kvinnor. Aibileen och Minny är afroamerikanska hembiträden, som städar hem och ser efter barnen hos olika vita familjer. Skeeter är en ung vit kvinna med författardrömmar, som får tolv svarta hembiträden i staden att berätta sina livs historier för henne, så att hon kan samla ihop dem till en bok. Boken handlar om deras situation och hur de blir behandlade hos de vita familjerna. På den tiden var amerikanska södern präglad av rasism, och svarta blev väldigt illa behandlade.

## Film
Romanen filmatiserades 2011. Stocketts barndomsvän, Tate Taylor, skrev manus och regisserade filmen.